# Fuchsschwanzgräser
Die Fuchsschwanzgräser (Alopecurus) sind eine Pflanzengattung innerhalb der Familie der Süßgräser (Poaceae). Die etwa 36 Arten sind weltweit verbreitet und kommt auch in Mitteleuropa häufig vor. Durch die an den Schwanz eines Fuchses erinnernde Ährenrispe erhielten sie ihren deutschsprachigen Trivialnamen Fuchsschwanzgräser. Dieselbe Motivation liegt dem deutschen Namen der nicht verwandten Fuchsschwanzgewächse (Amaranthaceae) zugrunde.

## Beschreibung

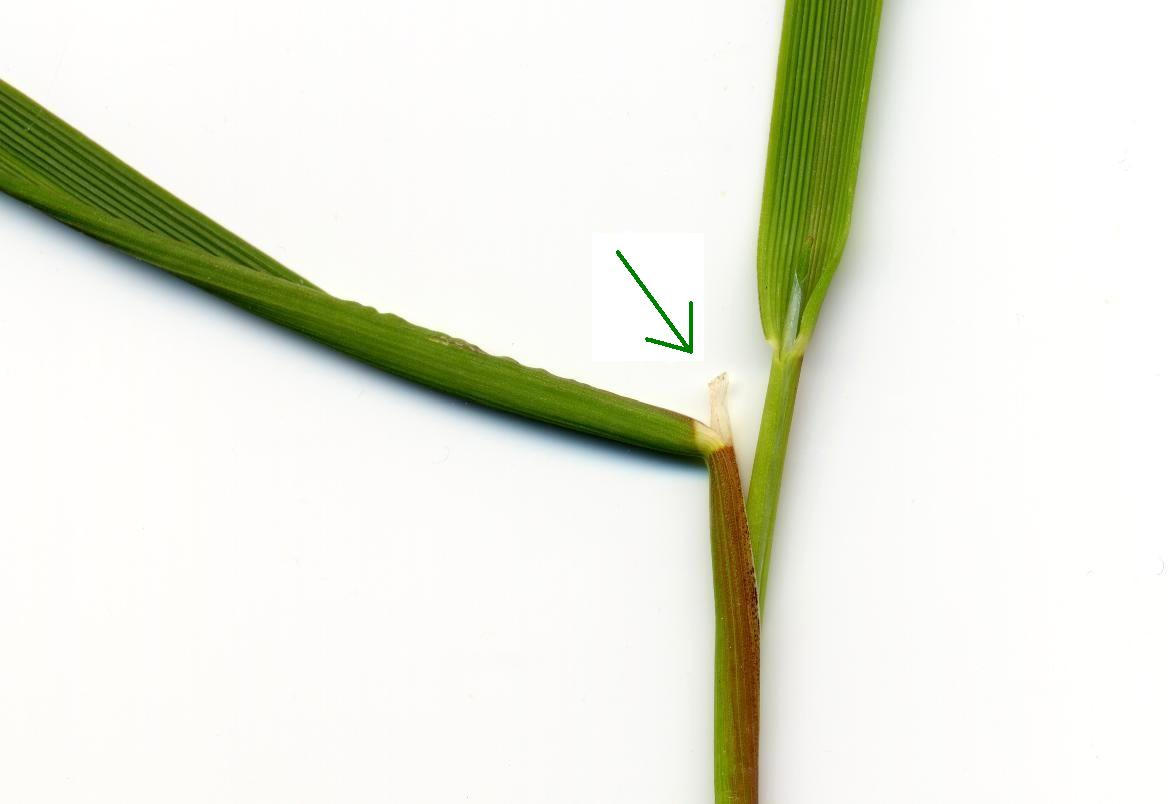
Blatthäutchen beim Knick-Fuchsschwanzgras (Alopecurus geniculatus)

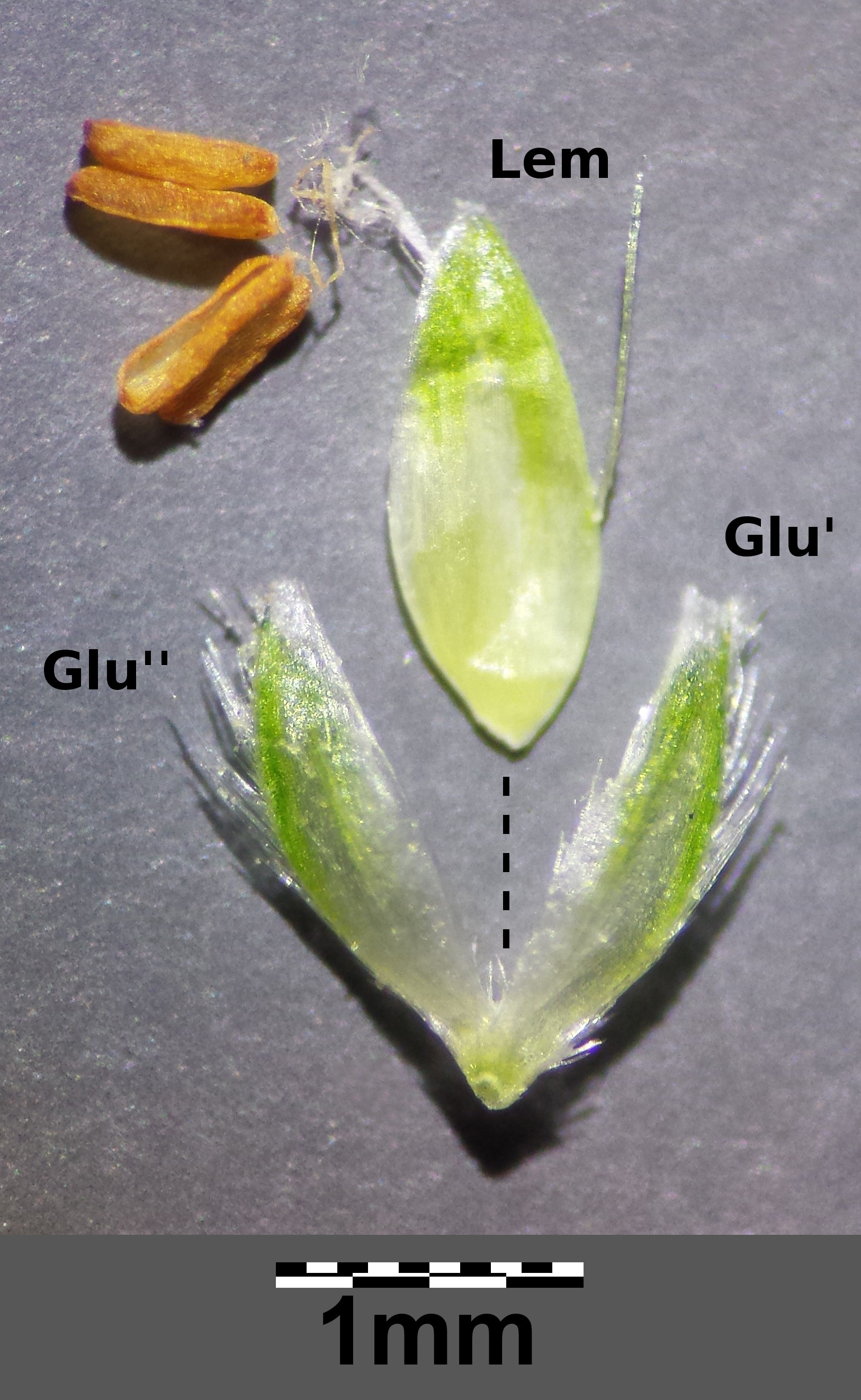
Rotgelbes Fuchsschwanzgras (Alopecurus aequalis): Ein zerlegtes Ährchen: die Hüllspelzen (Glu) sind am Grund miteinander verwachsen. Die Deckspelze (Lem) der einzigen Blüte weist am Rücken eine kurze, gerade Granne auf.

### Vegetative Merkmale
Die Fuchsschwanzgras-Arten sind ein- bis zweijährige oder ausdauernde krautige Pflanzen. Bei den ausdauernden Arten wachsen die Erneuerungstriebe innerhalb der Blattscheiden (intravaginal) der Rhizom-Niederblätter hoch. Die Halme haben mehrere Knoten, die unteren Internodien sind manchmal verdickt.
Die wechselständig angeordneten Laubblätter sind in Blattscheide und Blattspreite gegliedert. Die Blattscheiden sind mehr oder weniger stark gerieft, kahl und bis zum Grund offen; die untersten Blattscheiden sind zerfasern. Das Blatthäutchen ist ein häutiger Saum. Die Blattspreiten sind in Knospenlage gerollt oder gefaltet.

### Generative Merkmale
Die ährenrispige Blütenstände sind walzen- oder eiförmig und enthält dicht beieinander viele Blüten. Die Hauptachse ist von den Ährchen verdeckt, die allseitswendig stehen. Die Seitenäste sind mit der Hauptachse verwachsen und verzweigt. Die Ährchenstiele sind kurz und an der Spitze scheibenartig verbreitert. Die Ährchen sind einblütig und 2 bis 9 Millimeter lang. Über der Blüte gibt es keinen Achsenfortsatz. Das Ährchen ist seitlich zusammengedrückt und fällt zur Reife als Ganzes ab. Die Hüllspelzen sind gleich und bei manchen Arten bis über die Mitte miteinander verwachsen. Sie haben drei Nerven, sind gekielt, auf dem Kiel meist bewimpert, häutig und zur Reife hart. Die Deckspelze ist gleich lang oder leicht kürzer als die Hüllspelzen. An den Rändern der unteren Hälfte ist sie verwachsen und schließt so die Blüte schlauchartig ein. Auf dem Rücken trägt sie in der unteren Hälfte eine Granne. Diese ist entweder gekniet oder nicht gekniet und rau. Die Vorspelze fehlt bei etlichen Arten, so auch allen mitteleuropäischen. Es gibt drei Staubbeutel, die zur Blüte an der Spitze des Blütchens herausragen. Der Fruchtknoten ist kahl und trägt zwei kurze, häufig miteinander verklebten Griffeln mit langen, fedrigen Narben. Während der Anthese ragen die Narben am oberen Ende der Blüte heraus. 
Die Karyopse ist schmal-elliptisch bis eiförmig und auf den Seiten stark abgeflacht. Der Embryo ist ein Viertel bis ein Drittel so lang wie die Frucht. Der Nabel ist punktförmig.

## Ökologie
Die Blüten sind stark proterogyn: die Narben erscheinen vier bis sechs (selten ein bis zehn) Tage vor den Staubbeuteln und werden fremdbestäubt. Das Acker-Fuchsschwanzgras und einige Rassen des Wiesen-Fuchsschwanzgrases sind selbststeril.

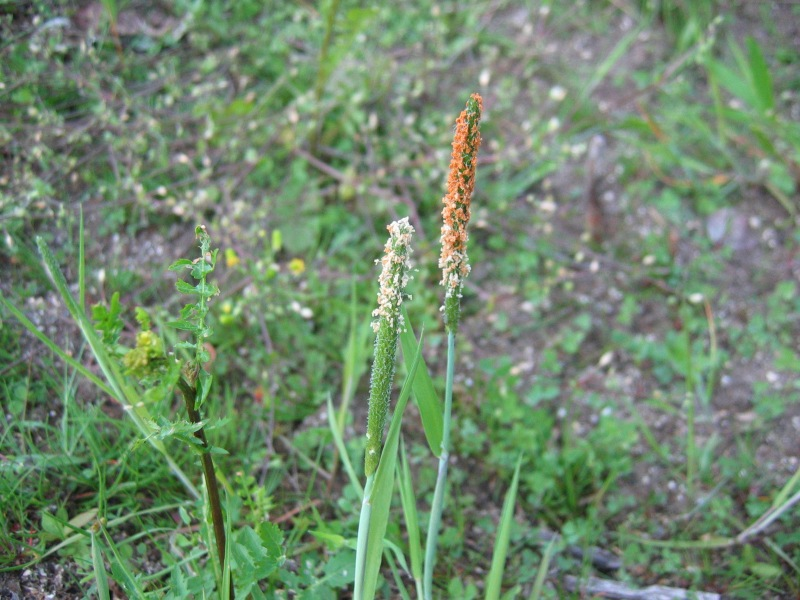
Rotgelbes Fuchsschwanzgras (Alopecurus aequalis)

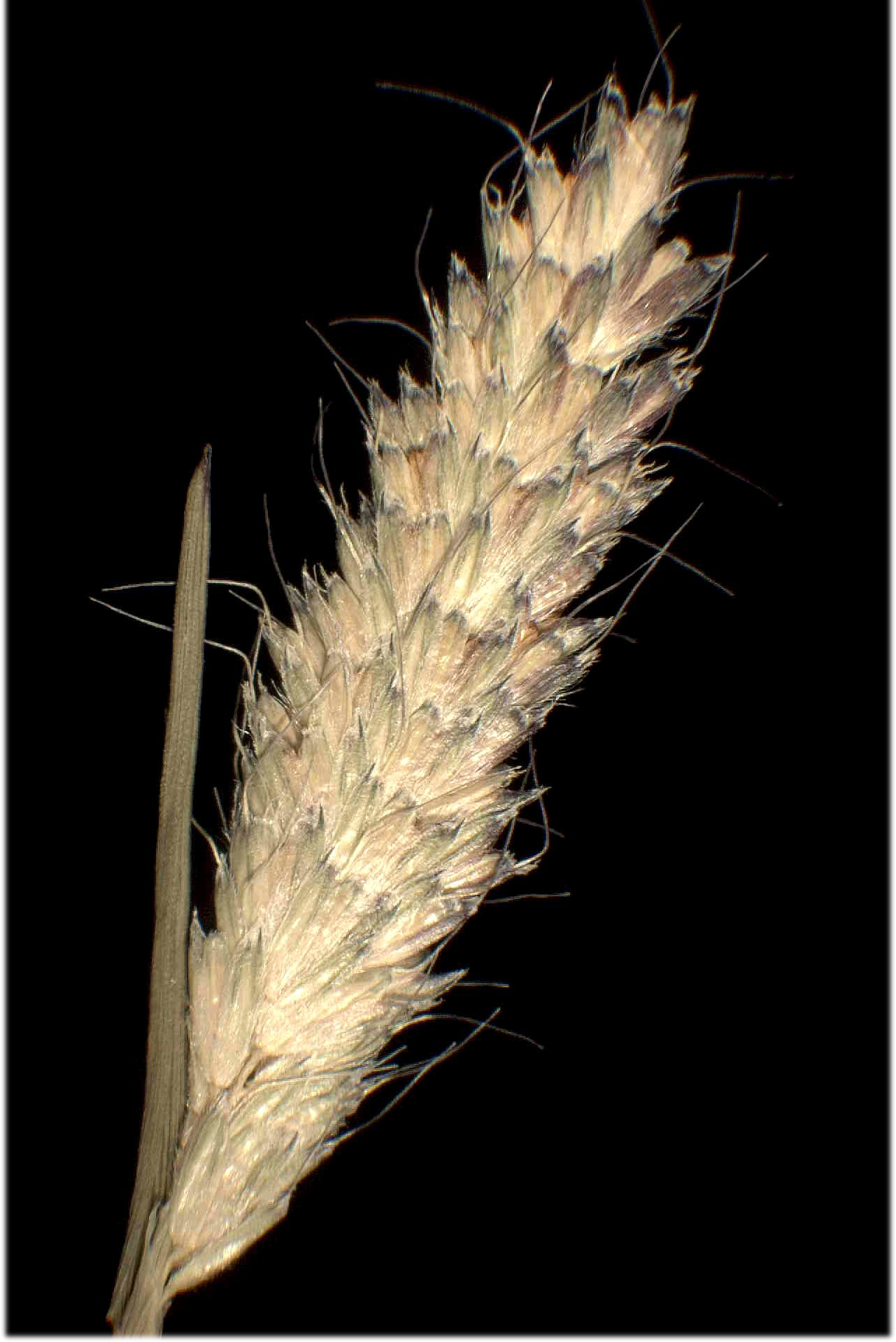
Zwiebel-Fuchsschwanzgras (Alopecurus bulbosus)

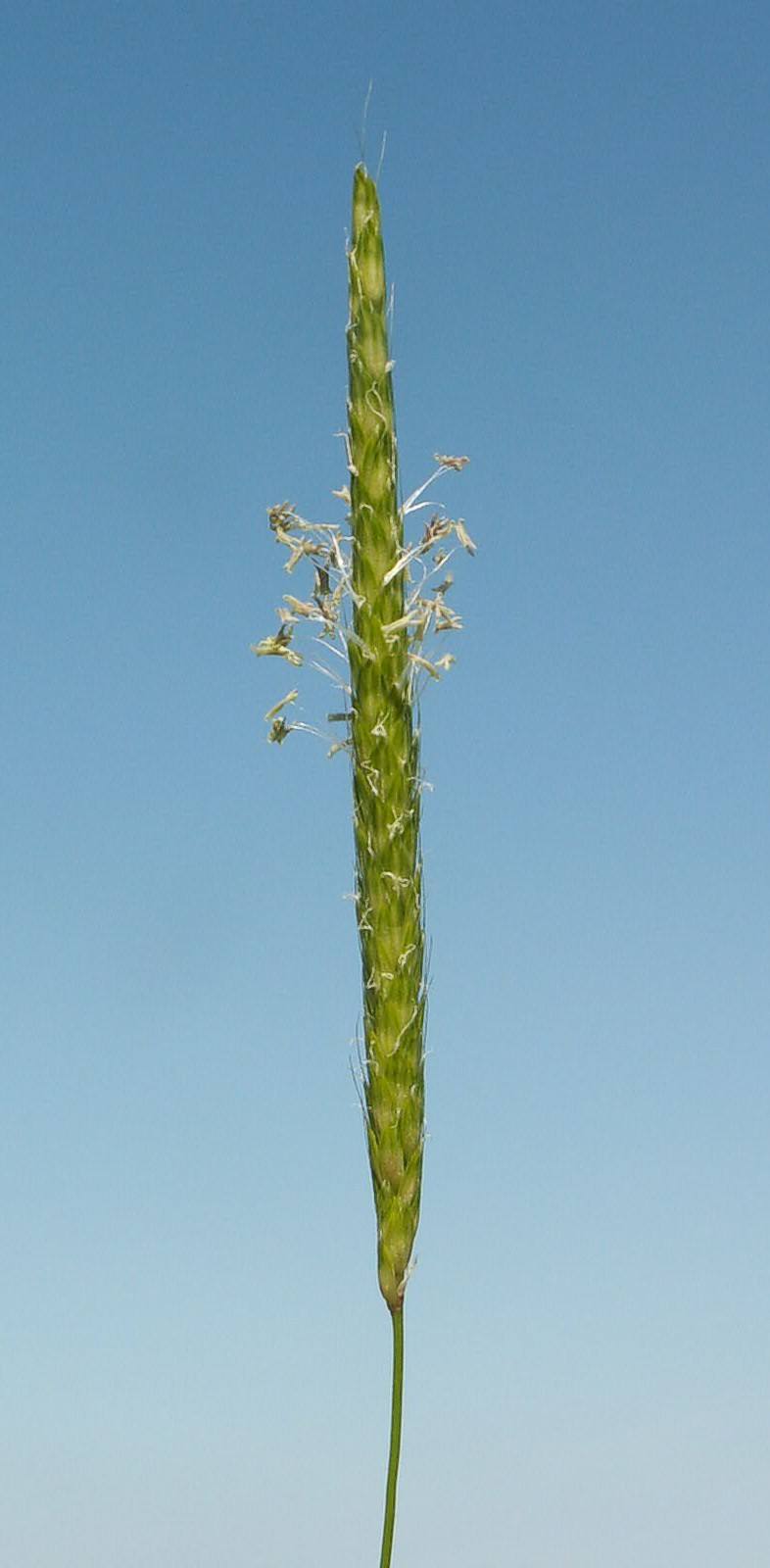
Acker-Fuchsschwanzgras (Alopecurus myosuroides)

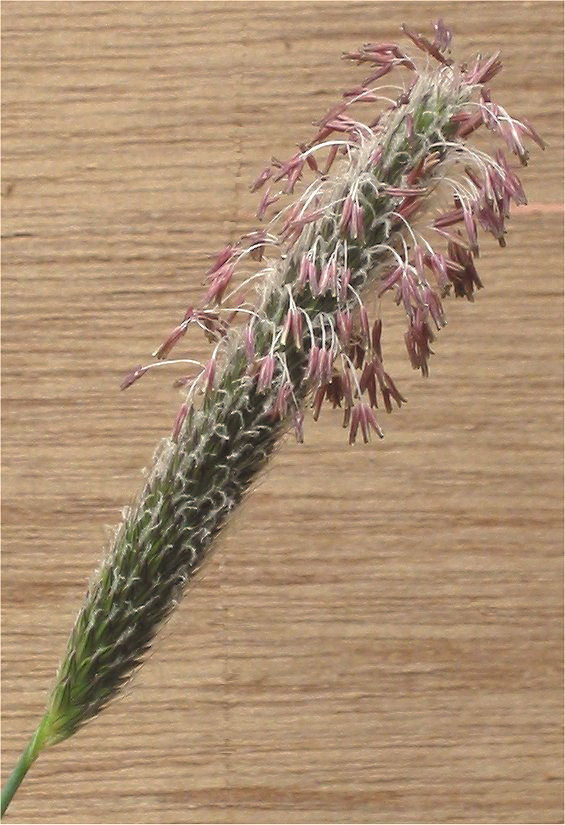
Wiesen-Fuchsschwanzgras (Alopecurus pratensis)

## Systematik
Die Gattung Alopecurus wurde 1753 durch Carl von Linné in Species Plantarum, Tomus I, Seite 60 aufgestellt. Der Gattungsname Alopecurus wurde bereits in der Antike verwendet; er setzt sich aus den altgriechischen Wörtern alopex für Fuchs und oura für Schwanz und bezieht sich also wie der deutschsprachige Trivialname auf das Aussehen der Ährenrispe.
Die Gattung Alopecurus gehört zur Tribus Aveneae in der Unterfamilie Pooideae innerhalb der Familie Poaceae.
Die Gattung Alopecurus enthält etwa 36 Arten, von denen 14 auch in Europa vorkommen. Die GrassBase - The Online World Grass Flora von Kew Gardens listet folgende Arten:
- Rotgelbes Fuchsschwanzgras (Alopecurus aequalis Sobol., Syn.: Alopecurus fulvus Sm.): Es ist in Eurasien, auch in Mitteleuropa[4], in Nordafrika und Nordamerika weitverbreitet.
- Alopecurus albovii Tzvelev: Sie kommt im Kaukasusraum vor.[1]
- Alopecurus anatolicus Doğan: Sie kommt nur in der östlichen Türkei vor.[1]
- Alopecurus apiatus Ovcz.: Das Verbreitungsgebiet reicht vom nördlichen Irak bis Zentralasien und Afghanistan.[1]
- Rohr-Fuchsschwanzgras (Alopecurus arundinaceus Poir.): Es ist in Eurasien weitverbreitet und kommt auch in Mitteleuropa vor.[4] In Nordamerika ist es ein Neophyt.
- Alopecurus aucheri Boiss.: Sie kommt von der östlichen Türkei bis zum Iran vor.[1]
- Alopecurus baptarrhenius S.M.Phillips: Sie kommt nur in Äthiopien.[1]
- Alopecurus bonariensis Parodi & Thell.: Die Heimat ist Argentinien und Uruguay.[1]
- Alopecurus borii Tzvelev: Sie kommt nur in Turkmenistan.[1]
- Alopecurus bornmuelleri Domin: Die Heimat ist das östliche Mittelmeerraum.[1]
- Alopecurus brachystachyus M.Bieb.: Das Verbreitungsgebiet reicht von Sibirien bis ins nördliche China.[1]
- Zwiebel-Fuchsschwanzgras (Alopecurus bulbosus Gouan): Es kommt an den Küsten von Westeuropa, auch von Mitteleuropa[4], vom Mittelmeerraum und der Türkei vor.[1]
- Alopecurus carolinianus Walter: Die Heimat sind Kanada und die Vereinigten Staaten.[1]
- Alopecurus creticus Trin.: Sie kommt auf der Balkanhalbinsel und Kreta vor.
- Alopecurus dasyanthus Trautv.: Die Heimat ist der Kaukasusraum bis zum Iran.[1]
- Alopecurus davisii Bor: Dieser Endemit kommt nur auf der Insel Samos vor.[1]
- Knick-Fuchsschwanzgras (Alopecurus geniculatus L.): Er ist von Europa, auch in Mitteleuropa,[4] bis Asien verbreitet. Er ist in Nordamerika, Australien und Neuseeland ein Neophyt.
- Alopecurus gerardii (All.) Vill.: Sie gedeiht in den Gebirgen Südeuropas von den Südalpen zu den Pyrenäen, Apenninen und Südgriechenlands.
- Alopecurus glacialis K.Koch: Das Verbreitungsgebiet reicht von der nordöstlichen Türkei bis Afghanistan.[1]
- Alopecurus goekyigitianus Cabi & Soreng: Sie wurde 2017 aus der Türkei erstbeschrieben.[1]
- Alopecurus heleochloides Hack.: Die Heimat ist das zentrale und südliche Chile.[1]
- Alopecurus himalaicus Hook. f.: Sie kommt von Bulgarien bis zum nordwestlichen China und zum westlichen Himalaja vor.[1]
- Alopecurus hitchcockii Parodi: Die Heimat ist Bolivien, Peru und das nordwestliche Argentinien.[1]
- Alopecurus japonicus Steud.: Die Heimat ist China, Japan und Korea.[1]
- Alopecurus laguroides Balansa: Sie kommt von der Türkei bis zum Kaukasusraum vor.[1]
- Alopecurus lanatus Sm.: Die Heimat ist die nordwestliche und die südliche Türkei.[1]
- Alopecurus longiaristatus Maxim.: Das Verbreitungsgebiet reicht von der chinesischen Provinz Heilongjiang bis zum russischen Ostasien.[1]
- Alopecurus magellanicus Lam. (Syn.: Alopecurus alpinus Sm.): Sie ist von Subarktis bis zu den USA, von Ecuador bis zum südlichen Südamerika und bis zu den subantarktischen Inseln weitverbreitet.[1]
- Alopecurus mucronatus Hack.: Die Heimat ist der südliche Iran, Afghanistan und Tadschikistan.[1]
- Acker-Fuchsschwanzgras (Alopecurus myosuroides Huds., Syn.: Alopecurus agrestis L.)[4]; Heimat: Europa, Asien, Nordafrika, nach Nordamerika, Australien und Neuseeland verschleppt
- Alopecurus nepalensis Trin. ex Steud.: Sie kommt vom nordwestlichen Pakistan bis Zentralasien und Nepal vor.[1]
- Alopecurus ponticus K.Koch: Sie kommt im Kaukasusraum vor.[1]
- Wiesen-Fuchsschwanzgras (Alopecurus pratensis L.): Die drei Unterarten sind von Nord- über Mitteleuropa[4] und über Zentralasien bis zum westlichen Himalaja und der Mongolei weitverbreitet. Auch auf den Azoren kommt diese Art vor.[1] Alopecurus pratensis ist in vielen Gebieten der Welt, beispielsweise in Nordamerika, Australien und Neuseeland ein Neophyt.[1]
- Aufgeblasenes Fuchsschwanzgras (Alopecurus rendlei Eig, Syn.: Alopecurus utriculatus (L.) J.E.Sm.): Es ist von Nordafrika über Süd-, West- sowie Mitteleuropa[4] bis zur nordwestlichen Türkei verbreitet.[1]
- Alopecurus saccatus Vasey: Sie kommt von den westlichen USA bis ins nordwestliche Mexiko vor.[1]
- Alopecurus setarioides Gren.: Sie kommt von Südeuropa bis zur Türkei vor.[1]
- Alopecurus textilis Boiss.: Das Verbreitungsgebiet reicht von der Türkei bis zum Iran.[1]
- Alopecurus turczaninovii O.D.Nikif.: Sie kommt in Sibirien vor.[1]
- Alopecurus utriculatus Banks & Sol.: Sie kommt in drei Unterarten vom östlichen Mittelmeerraum bis zum Iran vor.[1]
- Alopecurus vaginatus (Willd.) Pallas ex Kunth: Sie kommt in Südwestasien und auf der Krim vor.

Folgende Naturhybriden sind anerkannt:
- Alopecurus ×brachystylus Peterm. → Alopecurus geniculatus × Alopecurus pratensis
- Alopecurus ×haussknechtianus  Asch. & Graebn. → Alopecurus aequalis × Alopecurus geniculatus
- Alopecurus ×marssonii Hausskn. → Alopecurus arundinaceus × Alopecurus geniculatus
- Alopecurus ×plettkei Mattf. → Alopecurus bulbosus × Alopecurus geniculatus
- Alopecurus ×turicensis Brügger → Alopecurus myosuroides × Alopecurus pratensis
- Alopecurus ×winklerianus Asch. & Graebn. → Alopecurus aequalis × Alopecurus pratensis

## Belege